# Valkkisjärvi (Letala, Egentliga Finland, Finland)
Valkkisjärvi eller Valkejärvi är en sjö i Finland. Den ligger i kommunen Letala i landskapet Egentliga Finland, i den sydvästra delen av landet, 200 km nordväst om huvudstaden Helsingfors. Valkkisjärvi ligger 40 meter över havet. Arean är 22,9 hektar och strandlinjen är 2,18 kilometer lång. Sjön  ingår i Bottenhavets kustområde.   I omgivningarna runt Valkkisjärvi växer i huvudsak barrskog.